# Лекара (Козенца)
Лекара је насеље у Италији у округу Козенца, региону Калабрија.
Према процени из 2011. у насељу је живело 24 становника. Насеље се налази на надморској висини од 328 м.